# Materialismo

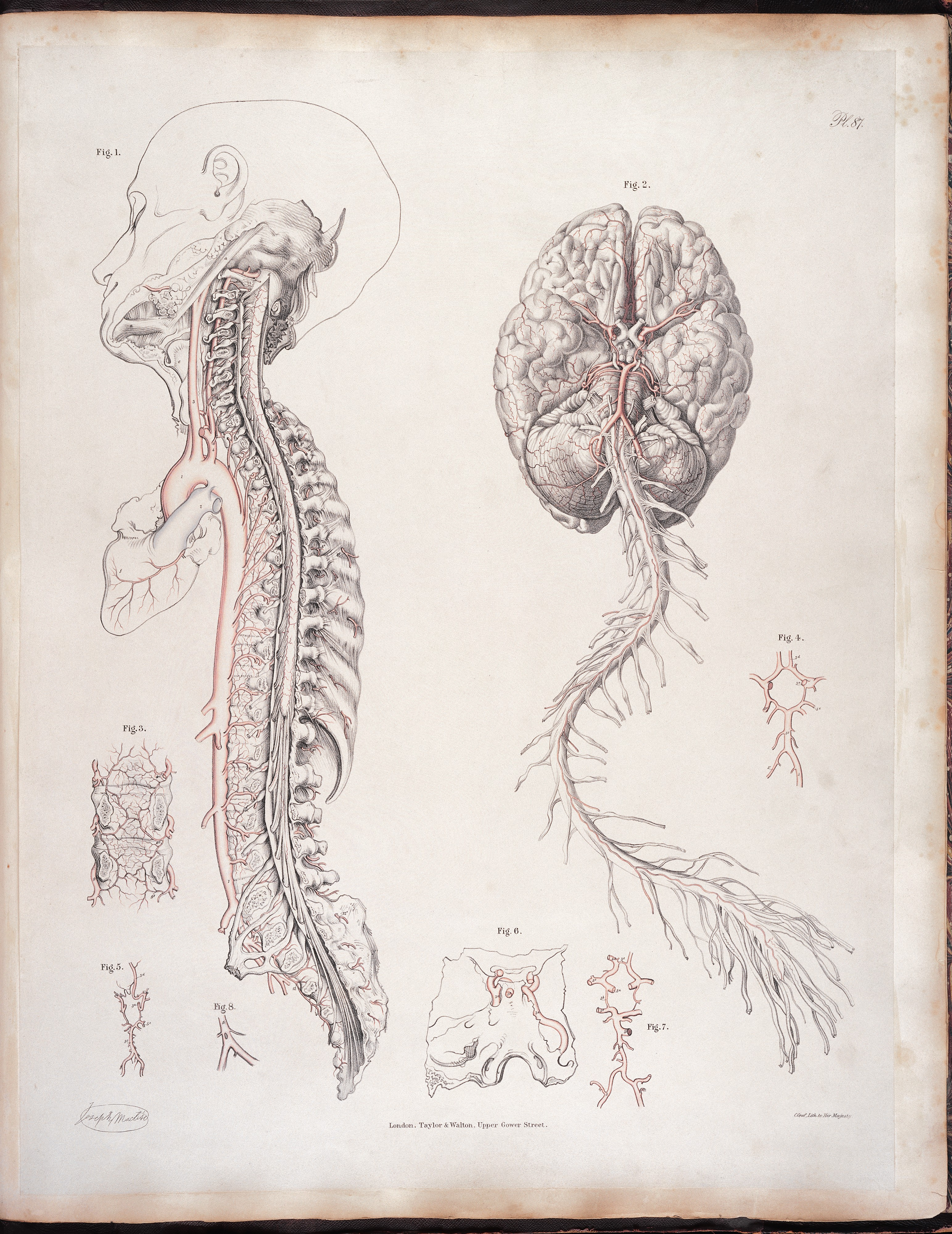
A imanência do pensamento no cérebro tem sido um tema recorrente na história do pensamento materialista, estando presente desde sua origem moderna, notoriamente em La Mettrie, como também no materialismo indiano e na filosofia contemporânea.

Materialismo é um termo abrangente e polissêmico na história da filosofia e das ciências, costuma significar uma ênfase na materialidade como base para a explicação do mundo e dos problemas filosóficos relativos ao conhecimento, à ética, à política e demais campos. O materialismo é considerado uma tradição marginal, esporádica e frequentemente vinculada a ideias heréticas na história. Parte da falta de definição do termo é decorrente de sua origem polemista, usado como acusação e forma de descredito de ideias alheias. Não obstante, passa a ganhar um sentido mais positivo ao longo de século XVIII, notadamente pelo filósofo iluminista radical La Mettrie, que primeiro se descreveu como materialista. Retrospectivamente, correntes da filosofia antiga são identificados como materialistas, especialmente o Atomismo.  
No contexto do século XIX, o materialismo se torna um termo cada vez mais vinculada ao desenvolvimento das ciências naturais e sociais, manifestando-se especialmente nas tendências darwinistas, positivistas e socialistas. Torna-se também negativamente associado ao reducionismo, significando uma doutrina que minimiza a autonomia do humano e da política em favor de determinismos derivados das ciências físicas e biológicas.
Na filosofia contemporânea, existe uma convergência de interesses denominada de 'novos materialismos', que promove novos engajamentos com a tradição de pensamento materialista, como também articulações originais entre áreas da ciência e tendências intelectuais recentes que elaboram outras concepções de matéria, consideradas críticas dos paradigmas anteriores de materialismo e do domínio teórico do construtivismo e da filosofia analítica.

## Precedentes na Antiguidade
Ainda que o termo 'materialismo' tenha sido inventado no século XVII, sua elaboração remete à uma história precedente que permeia a própria origem da filosofia e as diversas correntes da filosofia antiga, que terminam sendo retrospectivamente classificadas como materialistas. Alguns elementos fundamentais para a futura emergência da noção de materialismo são talhados no curso da antiguidade - o próprio termo "matéria" foi inventado por Aristóteles no século IV a. c., a partir de hyle, em grego antigo, que seria mais tarde traduzido para o latim como "materia" ou "materies".

### Física jônica

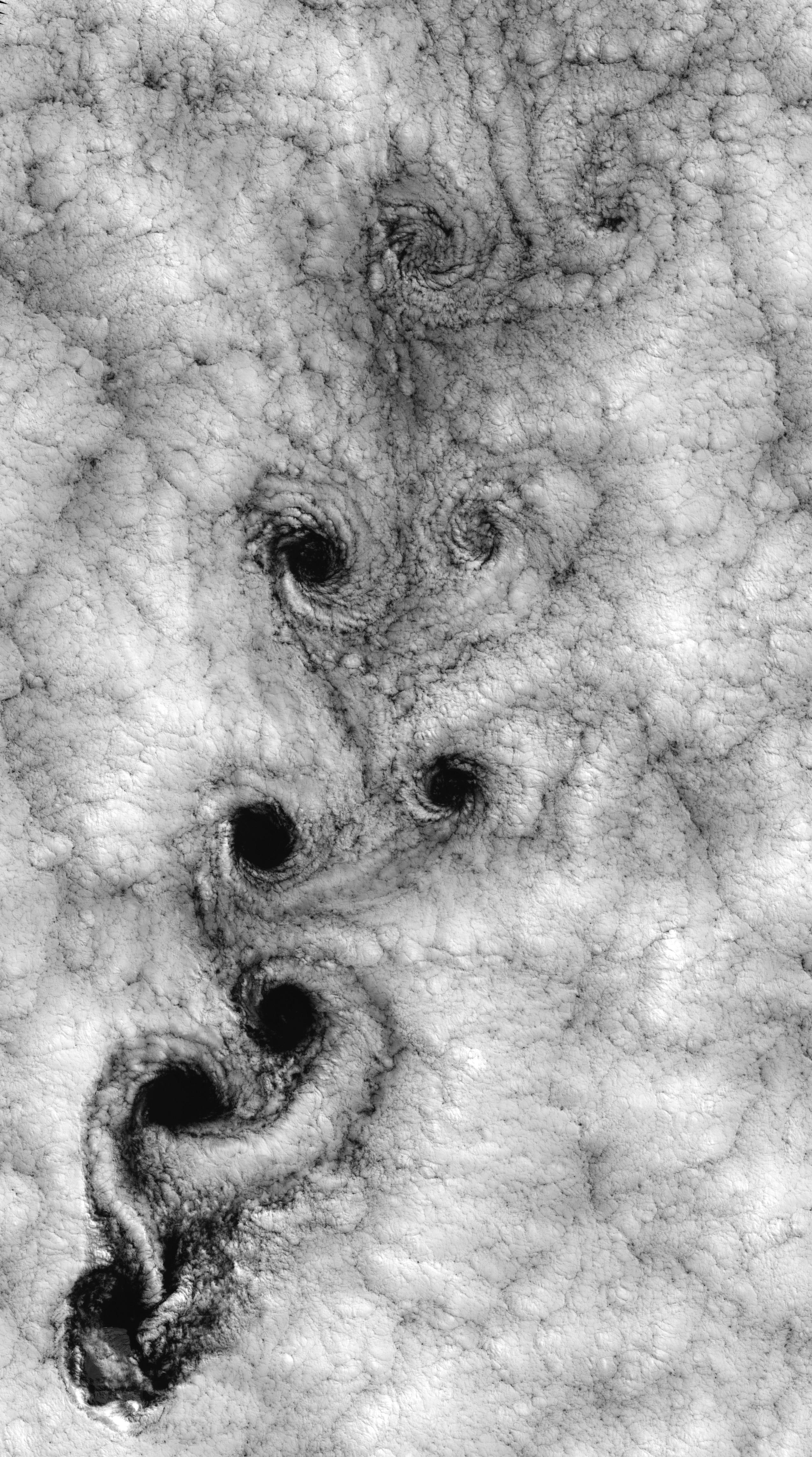
A ideia do vórtex é um dos aspectos mais significativos do pensamento epicurista, que o considerava uma força de convergência dos átomos para a formação dos mundos.

## No período medieval
A presença de um pensamento que possa ser reconhecido como materialista durante o período da filosofia medieval torna-se escassa segundo a historiografia. As genealogias predominantes do materialismo costumam "saltar" o medievo, afirmando, de forma mais ou menos explícita, a perda de qualquer continuidade com as correntes da antiguidade, especialmente o atomismo, retomado apenas no renascimento com o reestabelecimento do poema De rerum natura por Poggio Bracciolini, entre outros tradutores. Para Olivier Bloch, os sistemas materialistas são então "desprezados, ignorados ou refutados", não obstante, o mesmo aponta um contato indireto com representações atomistas da matéria, e debates em torno de sua estrutura, como também em torno da imortalidade e imaterialidade da alma, que surgem a partir dos textos de Aristóteles e de seus comentadores, especialmente Alexandre de Afrodísias, cuja negação da imortalidade da alma terá prolongadas repercussões na idade média tardia. Alguns embates com a ortodoxia teológica, em temas de interesse materialista, como a eternidade do mundo e a mortalidade da alma individual, se davam a partir do chamado averroísmo latino, no século XIII.
Ainda que um certo aristotelismo tenha sido atribuído à ortodoxia teológica da Idade Média, e das tentativas concretas de conciliar e sintetizar essa filosofia com a doutrina cristão, manifesta especialmente no tomismo, alguns eventos marcam uma tensão diante de aspectos do pensamento de Aristóteles. A condenação da filosofia natural aristotélica em 1277, motivada, entre outras coisas, por sua concepção de matéria como incorruptível e 'estofo' de todas as coisas no mundo, que contrariaria a doutrina do criacionismo, e portanto concederia à matéria um grau de agência além do aceito, teve repercussões significativas no estudo da filosofia natural. Por outro lado, essa mesma concepção do material se provou insatisfatória para outros pensadores interessados na física, como Roberto Grosseteste, Jean Buridan, Guilherme de Ockham e Nicolau de Autrecourt. As condenações sinalizam, portanto, um interesse propocional por parte de intelectuais do período em aprofundar a compreensão da matéria e sua relevância na explicação do mundo. Nesse sentido, outra linha de tensão entre aristotelismo e teologia cristã se formou em torno da questão da transubstanciação - a distinção aristotélica entre substância e acidente demanda que esse último esteja submetido sempre ao primeiro, que o acidente seja dependente da substância, consequentemente, a transubstanciação da hóstia em Cristo mantendo a aparência externa do primeiro implicaria uma inversão da ordem entre acidente e substância, persistindo o acidente, aparência, enquanto muda a substância. Em suma, a possibilidade de conciliação entre a filosofia aristotélica e as doutrinas teológicas cristãs mostrava seus limites na questão da matéria, exigindo a concessão de um status metafórico à transubstanciação e a deliminação do divino diante das determinações materiais. Essa problemática foi tratada no Quarto Concílio de Latrão, em 1215, onde foi estabelecido o termo "transubstanciação". Igualmente indesejada, pode-se adicionar, era a distinção aristotélica entre mundo celestial e mundo sublunar, cuja composição material e dinâmica seriam diferentes.

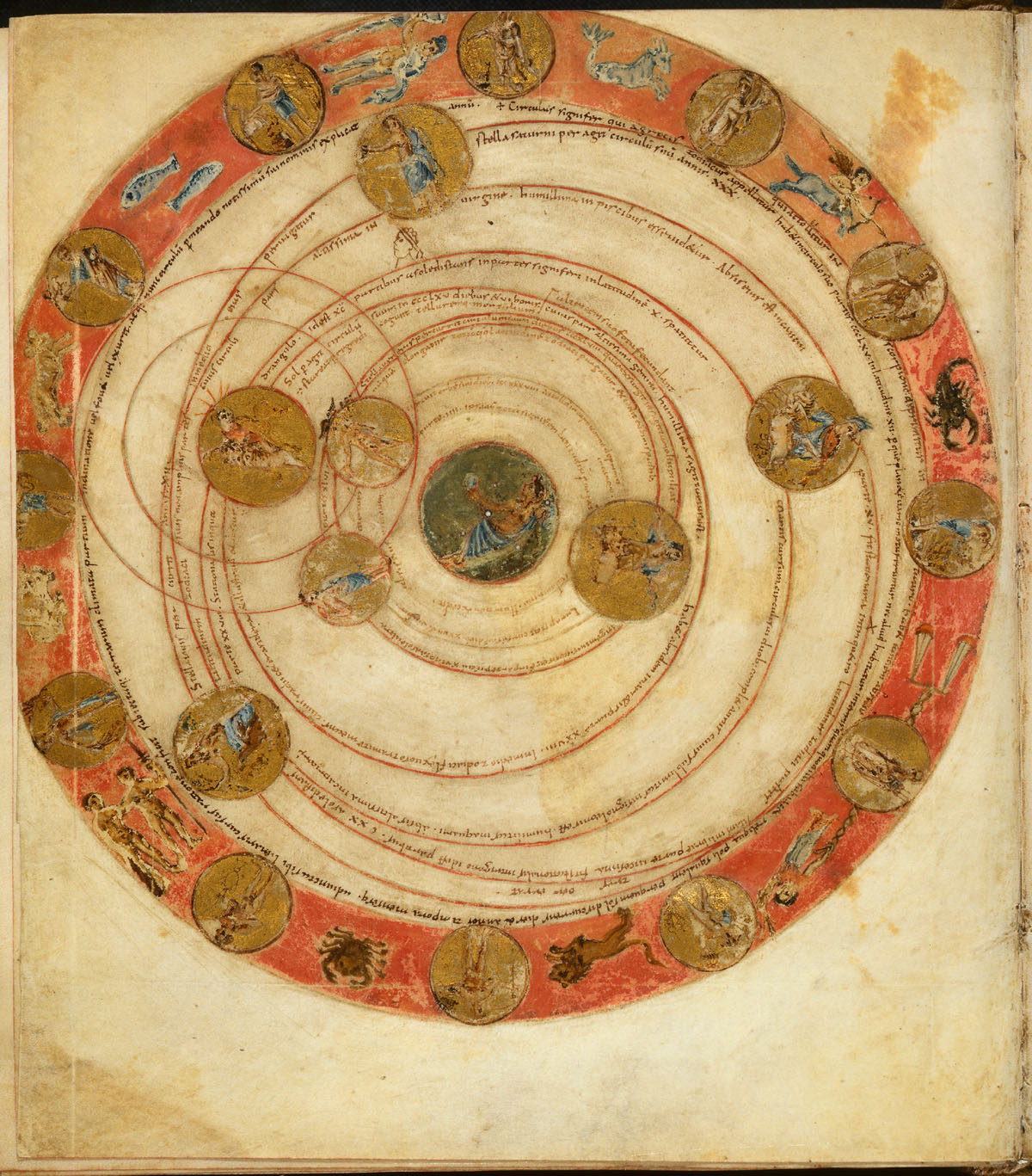
Sete planetas, diagrama do século IX.

Antes mesmo da restituição dos textos clássicos, e do influxo de traduções a partir do século XII, fora da cultura acadêmica que dará lugar à escolástica, poemas neoplatônicos como os de Bernard Silvestris e Allain de Lille tratavam das dinâmicas e potencialidades da matéria através dos conceitos de silva  e hyle. Ambos autores vincularam suas interesses pela vida moral humana a uma compreensão de matéria e seu lugar na natureza, promovendo visões integradas do conhecimento teológico e natural.

## Atomistas medievais
Apesar do contato escasso com as representações atomistas, e do antagonismo generalizado por parte de figuras intelectuais e eclesiásticas do período, alguns autores, cristãos, muçulmanos e judeus, podem ser listados como simpáticos ou mesmo proponentes de concepções atomistas. Diversos usos e versões da filosofia atomista foram elaborados - frequentemente muito distintas da forma antiga, com mais ênfase em questões teológicas sobre o continuum e o infinito - começando com explicações detalhadas do pensamento antigo por teólogos de Baghdad e Basra, no século IX e X, e posteriormente em centros intelectuais judaicos. Reencontros análogos com a teoria atomista ocorreram na Europa, especialmente a partir do século XII em Chartres, e no século XIV em Paris e Oxford. O revivalismo do corpus aristotelicum no mundo latino a partir do século XIII provocou uma maior familiaridade com as proposições de Demócrito, expostas e discutidas recorrentemente nos textos científicos de Aristóteles. No mundo intelectual árabe, a popularidade do hilomorfismo de inspiração aristotélica era contrastada pela visão atomista da escola teológica do Calâm, ainda que sua concepção de átomo, como desenvolvida por teóricos relevantes como Abū al-Hudhayl, fosse predominantemente matemática, faltando-lhe corporeidade e semelhanças substanciais com o pensamento de Demócrito ou Epicuro, por mais que ambos fossem conhecidos. Alguns dos mais notórios filósofos muçulmanos, como Ibn Rushd, Ibn Sı̄nā e al-Ġazālı̄, foram críticos dessa tendência atomista, favorecendo o hilomorfismo. Não obstante, essa ênfase matemática e teológica não impediu outros de tomar o átomo em seu caráter físico e material, como os acadêmicos de Oxford - Walter Chatton, William Crathorn, e John Wyclif. Destaca-se, além desses, Nicolau de Autrecourt, cuja teoria dos movimentos físicos baseava-se no atomismo, levando também à proposição da eternidade do mundo.

#### Adelardo de Bath
Nascido em torno de 1080, Adelardo foi um reconhecido tradutor inglês de textos científicos árabes e divulgador da ciência antiga, e responsável por provocar um novo interesse na filosofia natural e na matemática. Algumas de suas obras, como o diálogo Quaestiones naturales, onde elabora teorias sobre diversos tópicos de filosofia natural, tiveram uma prolongada recepção da educação medieval. Ainda que tenha sustentado a doutrina dos quatro elementos, geralmente aceita na época, manteve uma abertura para a possibilidade do atomismo, considerando que apenas a razão poderia oferecer respostas no domínio do microscópico, além do alcance do saber empírico, e que nesse sentido o teoria do átomo possuia uma validade.

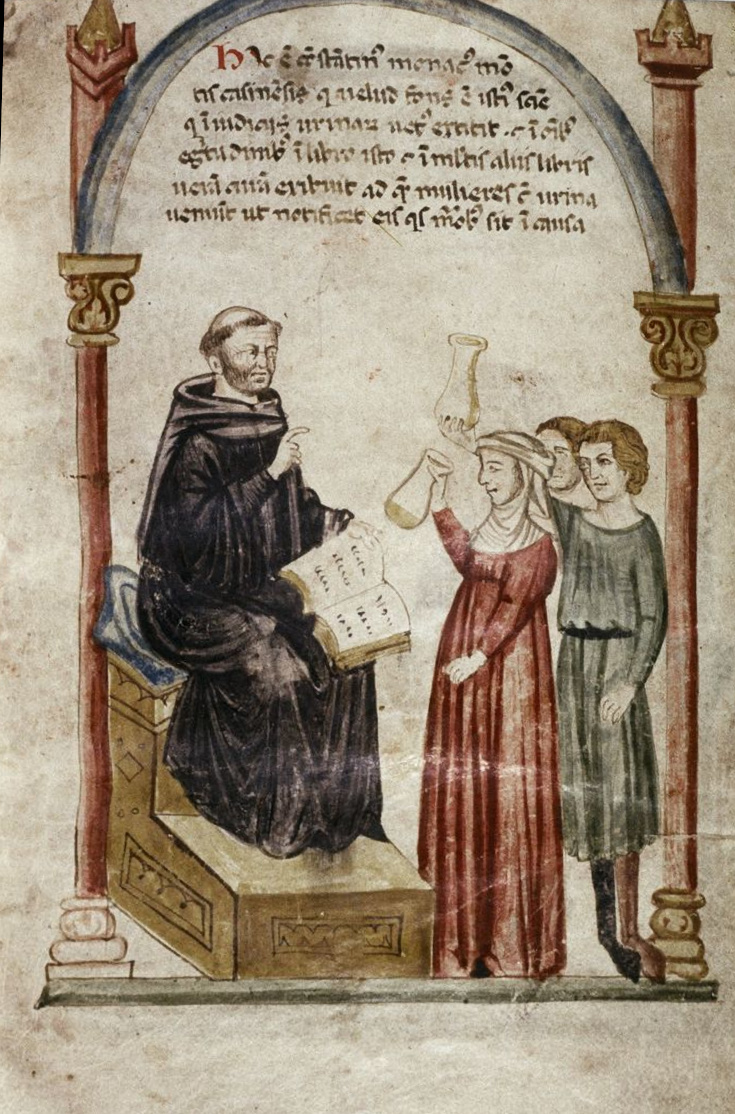
Constantino, o Africano recolhendo amostras de urina.

#### Constantino, o Africano
Médico de Cartago, nascido em 1020, foi um importante tradutor de textos médicos árabes, judeus e gregos para o latim. Defendeu abertamente uma concepção de mundo constituido por átomos.

### Escola de Chartres
A escola de Chartres, notória no chamado renascimento do século XII, sendo um centro intelectual emblemático do período, produziu pelo menos um simpatizante do atomismo, Teodorico de Chartres, e pelo menos um adepto, Guilherme de Conches. Entretando, a instituição propriamente não possuia vinculo com o materialismo, mantendo, na verdade, raízes platônicas, relativamente hostil aos atomistas que lá passaram.

#### Teodorico de Chartres
Chanceler da escola de Chartres, Teodorico foi um filósofo que contribuiu com o estudo da filosofia natural, reestabelecendo o contato e o ensino da cultura científica antiga. Sua concepção de materialidade, também fundada nos quatro elementos, continha uma proposição de estrutura corpuscular para tais elementos.

#### Guilherme de Conches
Também membro da escola de Chartres, Conches viveu entre 1080 e 1154, defendendo uma perspectiva mais abertamente atomista. Mantendo uma posição ortodoxa que reconhecia Deus como origem do mundo, ofereceu qualificações naturalizantes, afirmando que sua ação se dá através das leis da natureza, cuja realidade a razão teria capacidade autônoma de conhecer. Conches rejeitou explicitamente a doutrina dos elementos, criticando sua restrição à realidade empírica; propôs, alternativamente, particulas materiais simples e mínimas como princípio constitutivo do mundo.

### Nominalismo
O nominalismo, que compreende uma variedade de posições críticas ao realismo predominante na filosofia medieval, do qual o nominalismo ockhamista assume a face mais representativa, apesar da singularidade dos demais pensadores, como o ceticismo de Nicolau de Autrecourt, guarda afinidades com o materialismo, posteriormente desenvolvidas de maneira mais explícita por autores modernos. Karl Marx, por exemplo, afirma até mesmo que o nominalismo foi a primeira expressão do materialismo. Nesse sentido, a crítica do conceito de universal conduzida pelos pensadores nominalistas implica uma ênfase nos entidades individuais, frequentemente materiais e empíricas, na pluridade e nas transformações processuais. O nominalismo propicia, portanto, um afastamento da idealidade dos universais, uma maior autonomia à filosofia, à natureza e sua ciência. Coincidentemente, boa parte dos nominalistas fizeram contribuições significativas nas ciências empíricas e na lógica formal, diferente dos filósofos realistas, mais circunscritos à teologia.

#### Guilherme de Ockham
É reconhecido que a crítica de Ockham à física aristotélica tem repercussões favoráveis ao atomismo medieval, enquanto sua própria posição filosófica baseava-se de forma pouco explícita na concepção de átomo, utilizando, alternativamente, o termo "particulas elementares" para a substância meramente extensa, cujas combinações pensava dar lugar às qualidades perceptíveis das coisas. Além disso, especulou sobre a possibilidade do universo ser infinito e eterno.
A vida de Occam também ilustra a vinculação de suas ideias com o contexto de luta entre a autoridade papal e o oposição política e religiosa, especialmente franciscana, da qual era membro - uma das questões centrais na tensão entre a Igreja e a tendência minoritária dos franciscanos, iniciada em 1320, girava em torno do estatuto da pobreza evangélica. A bula pontifícia do Papa João XXII, Cum inter nonnullos, de 1322, condenando a renúncia da propriedade, provocou resistência entre os franciscanos, que sustentavam a vida em comum dos apóstolos e da igreja primitiva como exemplos religiosos. Em reação, Occam proferiu um sermão em Bolonha contra a doutrina promovida pela corte papal, que levou à sua prisão durante alguns anos em Avinhão, durante a qual diversos elementos de seu pensamento foram declarados heréticos. Consegue escapar da prisão, em 24 de março de 1328, e em 6 de julho do mesmo ano é excomungado. Logo em seguida foge para Pisa, junto com outros radicais emblemáticos; lá encontra Luís da Baviera, com quem se alia na luta contra o papado. A partir daí publica uma série de panfletos e tratados políticos, denunciando a doutrina oficial da Igreja, que repercutem significativamente. O pensamento político de Occam repercute o conteúdo dessas disputas políticas, estruturando o desenvolvimento da sociedade a partir da experiência originária do homem na natureza, cuja lei natural ditava uma existência sem propriedade, em comum, e sem autoridades. O Estado se institui, em sua perspectiva, por um generate pactum societatis humanae, contrato geral da sociedade humana, com o propósito de preservar o bem comum e proteger a propriedade privada, sempre sujeita, entretanto, ao critério maior da Utilitas communis. Em suma, antecipa diversos elementos do pensamento contratualista do século XVII. Além disso, também defende o direito de rebelião contra soberanos injustos, que violam o direito natural e divino, e a fonte de sua legitimidade no corpo social.
Essa experiência e filosofia política se articula com o aspecto mais emblemático da sua epistemologia a partir do problema da relação entre fé e conhecimento - teologia e filosofia. A proposição de uma distinção completa entre esses domínios, e da autonomia da filosofia e do conhecimento, através do qual a fé não tem base para encontrar confirmação nem acesso à Deus, é central para sua concepção de verdade. Occam levanta objeções contra a ideia do primeiro motor de Aristóteles, introduzindo dúvidas quanto a ausência de movimento independente nos corpos, como também sustentando a possibilidade de objetos eternos, apesar de assentir, em última instância, com consenso teológico do Deus criador.

## No renascimento

### Pietro Pomponazzi
Pensador do norte da itália nascido em 1462, sua carreira se desenvolveu imersa num produtivo período de publicação e restituição dos textos de Aristóteles, dos peripatéticos e seus comentadores da antiguidade tardia, esforço no qual Pomponazzi também se localizava. Sua obra de maior repercussão na época e na posterioridade foi o Tractatus de immortalitate animae, publicado em Bolonha no ano de 1516, e se insere no debate sobre a imortalidade da alma, contendo, entre outras exposições, uma crítica às proposições sobrenaturais de Marsílio Ficino que serviriam para atestar a sobrevivência da alma, opondo-lhe, por sua vez, explicações naturais para tais fenômenos. O tratado sustenta que a razão natural e a filosofia aristotélica, que servem em parte de 'vitrines' através das quais articula seu próprio pensamento, conduzem necessariamente à tese da mortalidade da alma, contrariamente ao consenso teológico. Por seu conteúdo, essa obra foi denunciada publicamente em Bolonha, e queimada em Veneza. Pomponazzi, apesar disso, manteve-se seguro em sua carreira universitária em razão de seus protetores na Igreja, a retratação que lhe foi exigida seria meramente formal e o livro recebeu mais duas edições em vida. Permaneceu, ainda assim, um alvo de amplas polêmicas, recebendo objeções de diversas correntes intelectuais da época, desde o tomismo ortodoxo ao averroísmo. Pietro se tornaria, no século seguinte, uma figura emblemática do ateísmo e da libertinagem, e aparece novamente no século XIX como símbolo de uma filosofia laica e racionalista.

### Textos filosóficos clandestinos

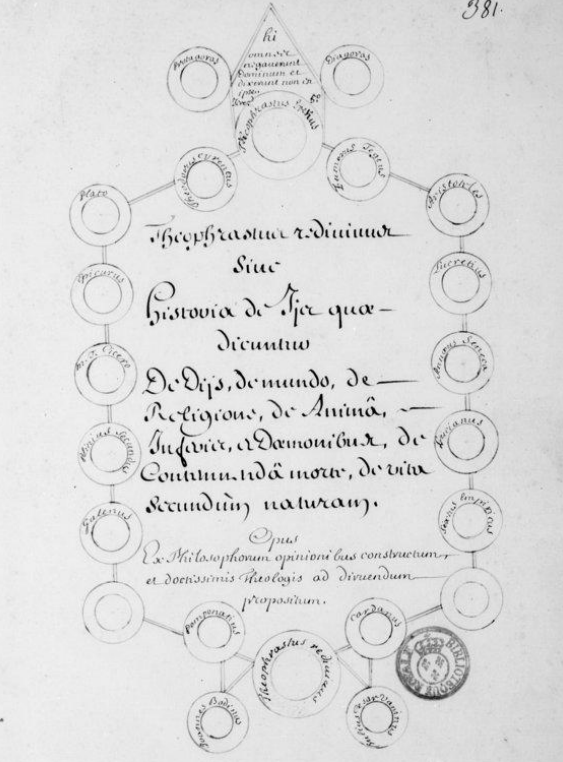
Capa do Theophrastus Redivivus (manuscrito de Paris).

#### Spinozismo

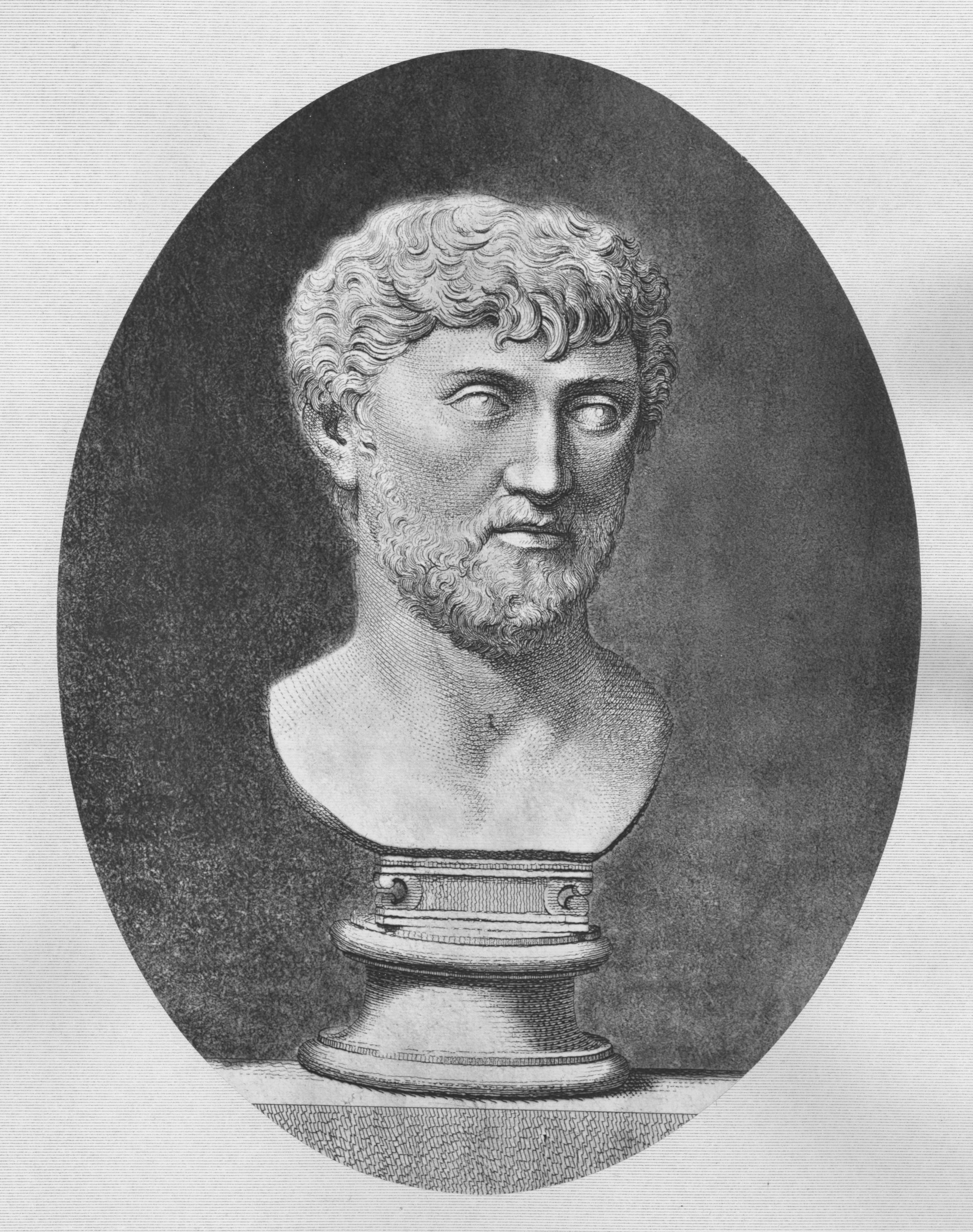
Lucrécio, filósofo epicurista latino, cuja obra De rerum natura serviu de referência ao pensamento atomista na modernidade.

## Século XVII
| Libertinagem erudita Ver artigo principal: Libertinagem erudita Lucilio Vanini Ver artigo principal: Lucilio Vanini | Textos filosóficos clandestinos Ver também : Filosofia clandestina Capa do Theophrastus Redivivus (manuscrito de Paris). |

## No século XVIII

### Revivalismo de Lucrécio
A obra de Lucrécio reemergiu no cenário filosófico na segunda metade do século XVIII, atraindo uma ampla atenção no debate científico, e especialmente no iluminismo francês, e tornando-se a inspiração de formas renovadas de materialismo.

## Emergência da palavra

### Primeiras menções
Para o historiador Olivier Bloch, a gestação do termo materialismo/materialista ocorre ao longo da década de 1660, durante a qual sentidos antigos de materialidade se debatem com novas concepções, informadas por transformações intelectuais da época. Seu nascimento é indicativo tanto de uma continuidade, com o problema da forma e da sensibilidade desde a filosofia antiga, quanto de uma ruptura, a reorganização do sistema de conceitos no início da modernidade, com a elaboração do mecanicismo.
O primeiro aparecimento do termo em um texto filosófico, com um sentido reconhecidamente moderno, se dá no diálogo do Platonista de Cambridge Henry More, denominado Divine Dialogues (Diálogos Divinos), de 1666-1668. Nele, More apresenta quatro personagens, que são propriamente personificações de posições filosóficas implícitas na etimologia grega de seus nomes - Sophron, homem de bom senso; Cuphrophon, ligeiro de pensamento; Bathynous, de espírito profundo; e Hylobares, pensante da matéria, do grego antigo Hyle, ὕλη, termo aristotélico para matéria, derivado do seu significado de madeira ou matéria prima. No diálogo, Hylobares é qualificado de 'materialista', e através dele More apresenta uma perspectiva que atribui tudo do mundo físico às leis do movimento, contra sua tese os interlocutores argumentam pela ideia de uma finalidade do universo e de uma razão criadora, forma de exposição do pensamento de More, que terminará por vencer, no diálogo, as teses de Hylebares.

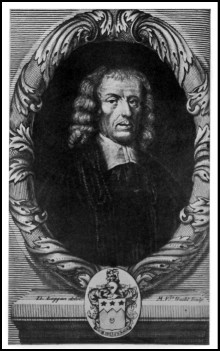
Henry More, figura notável do grupo dos Platonistas de Cambridge, fez a primeira menção literal ao materialismo em um diálogo publicado em 1668, do qual era crítico

Posteriormente, em 1702, Leibniz publica um texto chamado Réplique aux réflexions contenues dans la seconde édition du Dictionnaire critique de M. Bayle, nele, o filósofo alemão usa o termo 'materialista' para qualificar o pensamento de Epicuro. Posteriormente, o livro de More influenciará o texto Três diálogos entre Hylas e Philonous (1713), de George Berkeley, que repete diversos elementos, tanto nas ideias em debate quanto nos personagens. Nele, Philonous combate a tese de Hylas, qualificado de 'materialista', que sustenta a existência de uma realidade material independente do espírito. Philonous, representante do autor, defende contrariamente o que qualifica de 'imaterialismo', para a qual a realidade fundamental é a do ser que percebe, ao qual se reduzem as coisas sensíveis. Imaterialismo é serve de substituto à 'idealismo', termo já em uso nos anos que precedem a publicação.
Outros usos do termo, independentes do sentido conferido por Henry More, se seguem à sua publicação. Robert Boyle, em uma publicação de 1674, chama de materialistas os filósofos que pretendem explicar os processos naturais apenas pela quantificação da matéria, sem fazer referência ao movimento. Ralph Cudworth, próximo de More, denomina de materialistas, em 1678, os físicos jônicos que, contrariamente à Aristóteles, apenas reconhecem como causa a chamada causa material.
Esses combates entre concepções filosóficas diametralmente opostas, apresentadas nos diálogos da época, remontam ao diálogo platônico Sofista, onde Platão se ocupa das discordâncias em torno da definição de Ser, que ele ilustra por duas figuras opostas - os 'filhos da Terra', que não admitem a existência senão dos corpos que oferecem resistência e contato, e os 'amigos da Forma', que aceitam reconhecer a existência autônoma do inteligível.

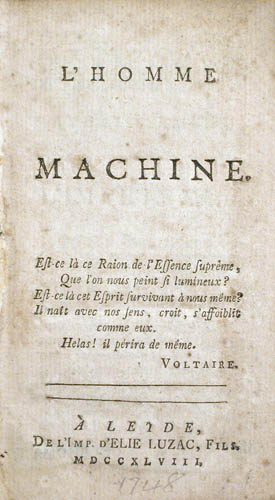
Livro de La Mettrie, Homem Máquina.

Olivier Bloch compreende as várias repetições desse tema, do diálogo entre perspectivas contemporaneamente reconhecidas como 'materialistas' e 'idealistas', como uma tradição que faz do "confronto entre duas correntes radicalmente opostas uma das linhas de força do debate filosófico". Em todos esses, o 'materialista' constituia o adversário que tendia à se apresentar como inconsistente e privado de bom sentido. Costumavam distinguir ao longo dos diálogos duas posições materialistas - uma imoral, libertina e escandalosa; e outra moderada e razoável, que está destinada a ser superada e convencida por sua apresentação distorcida.

### Materialistas declarados
É apenas em torno da metade do século XVIII que alguns pensadores passam à se definir explicitamente enquanto materialistas, como é o caso do notório francês Julien Offray de La Mettrie. Não obstante, essas afirmações do materialismo continuam acompanhadas de reservas, escrúpulos e frequentemente negações, que confirmam um sentido ainda negativamente carregado, permanentemente cercado de uma polêmica.